# Прудник
Прудник (пол. Prudnik (miasto), нем. Neustadt in Oberschlesien) — город в Польше, входит в Опольское воеводство, Прудницкий повят. Занимает площадь 20,50 км². Население — 26 400 человек (на 2005 год).

## История
В 1255—1259 годах высочайший маршалок Чешского королевства Вок I из Рожмберка основал на месте будущего города несколько деревень и возвёл готический замок Wogendrossel на берегу реки.
До 1945 года — германский город Нойштадт.

## Известные люди
- Карл Дзяцко (1842—1903), немецкий библиотековед — родился в Пруднике.
- Курт Винтгенс (1894—1916), немецкий лётчик-ас Первой мировой войны — родился в Пруднике.
- Карл Штрейбель (1903—1986), штурмбаннфюрер СС, комендант концлагеря Травники — родился в Пруднике.
- Карл Фройнд (1904—1955), немецкий скрипач и музыкальный педагог — родился в Пруднике.
- Ян Гура (1948—2015), католический священник — родился в Пруднике.

## Галерея

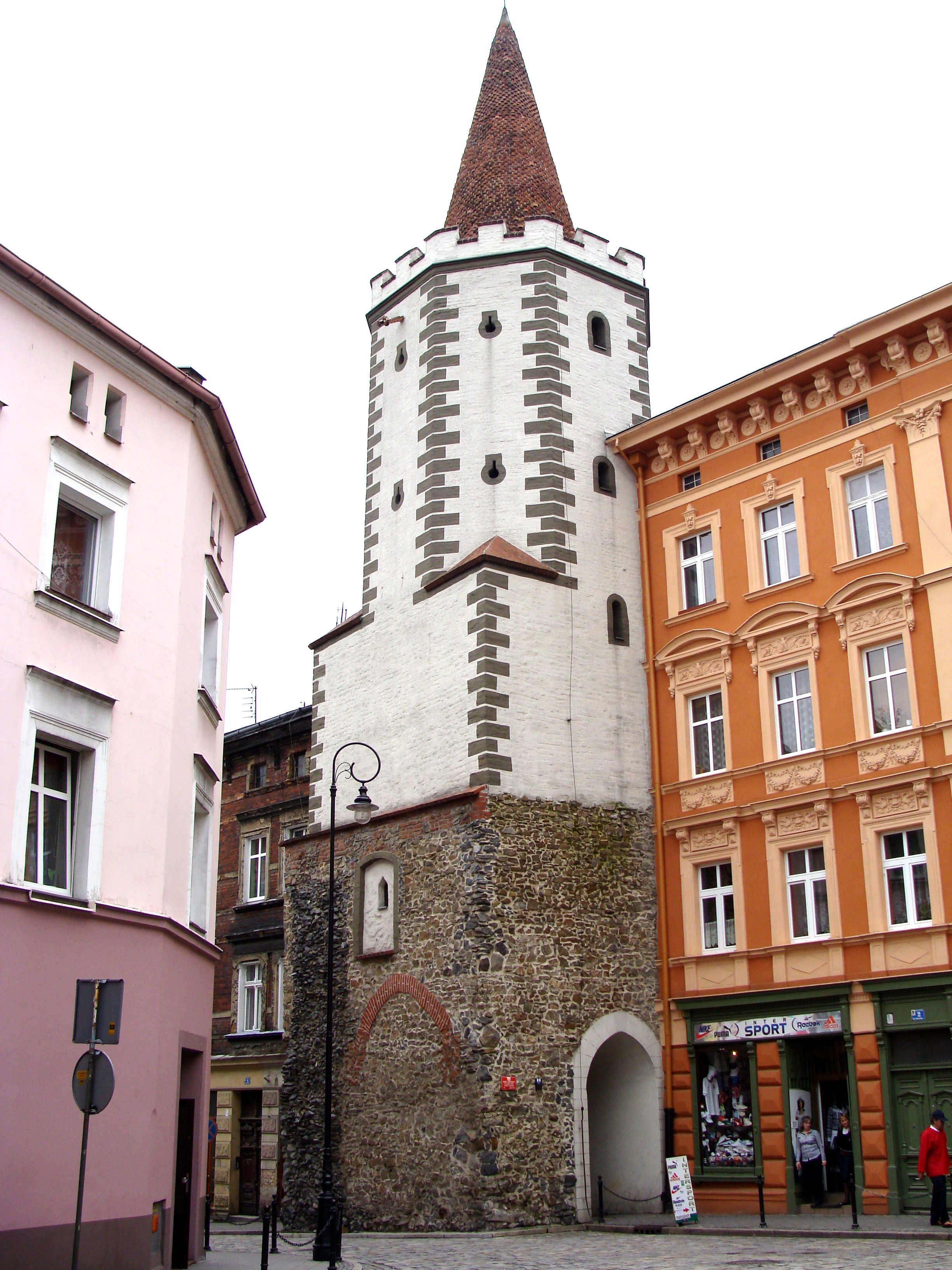
Нижние ворота
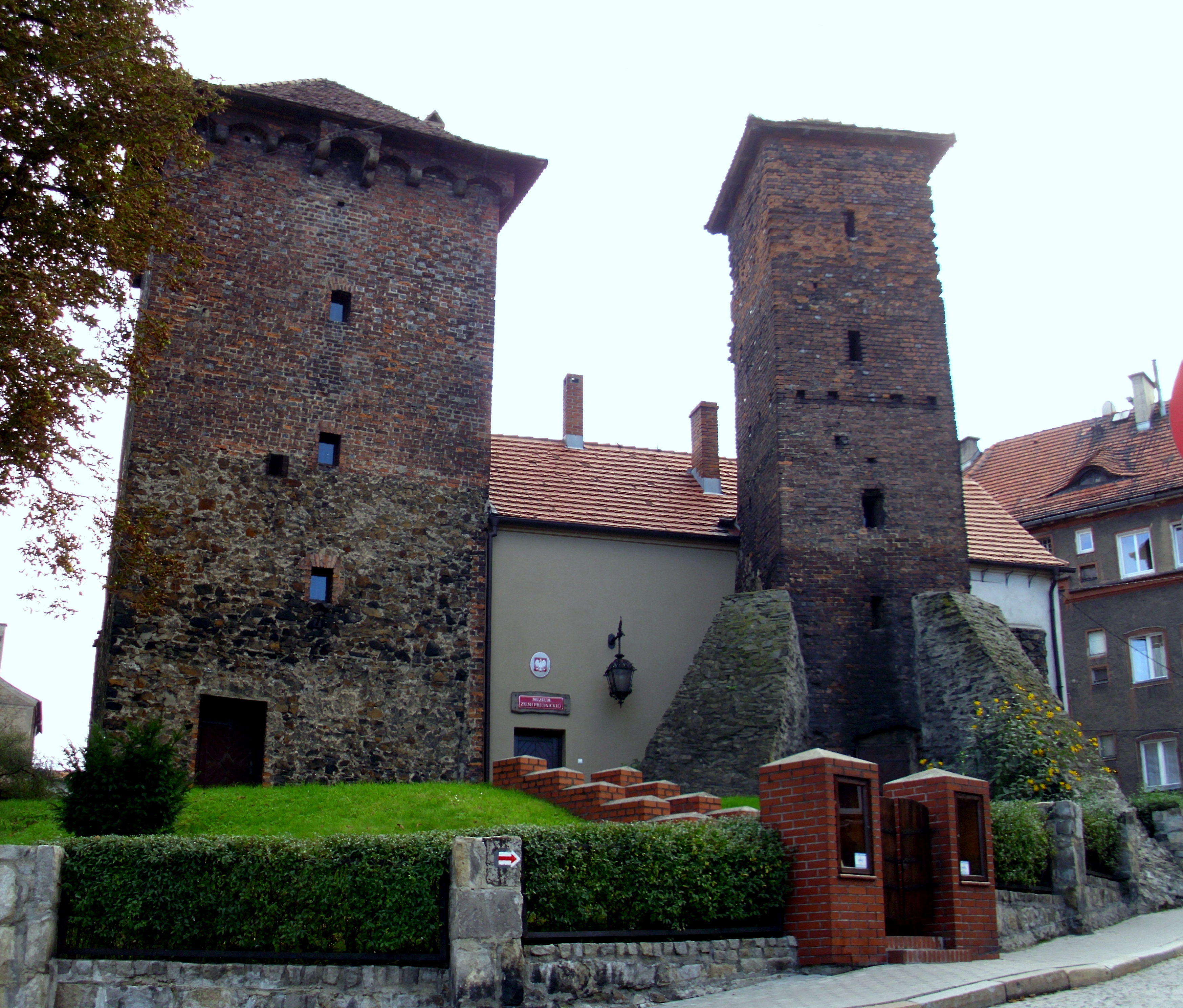
Музей
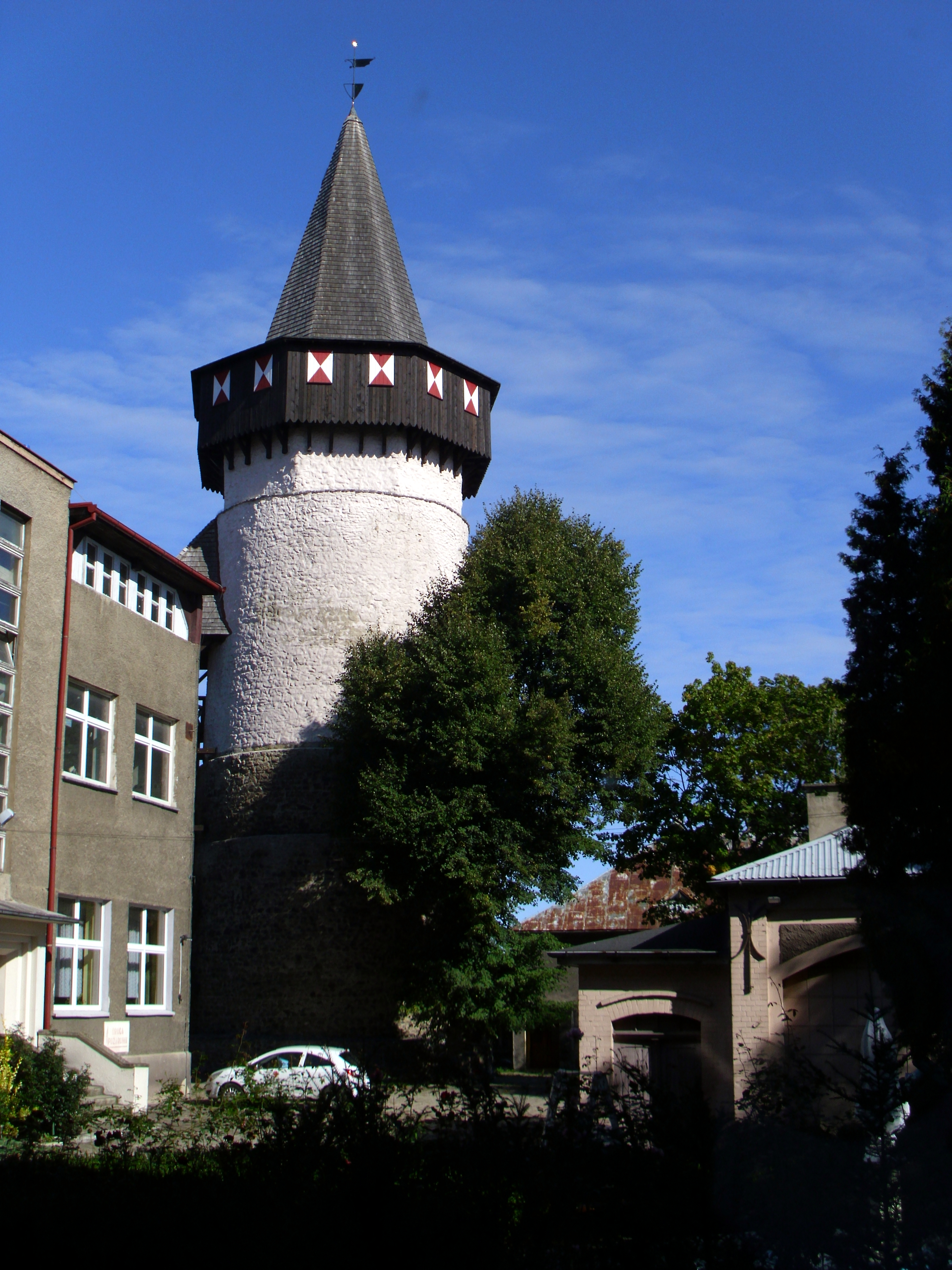
Восстановленная башня замка
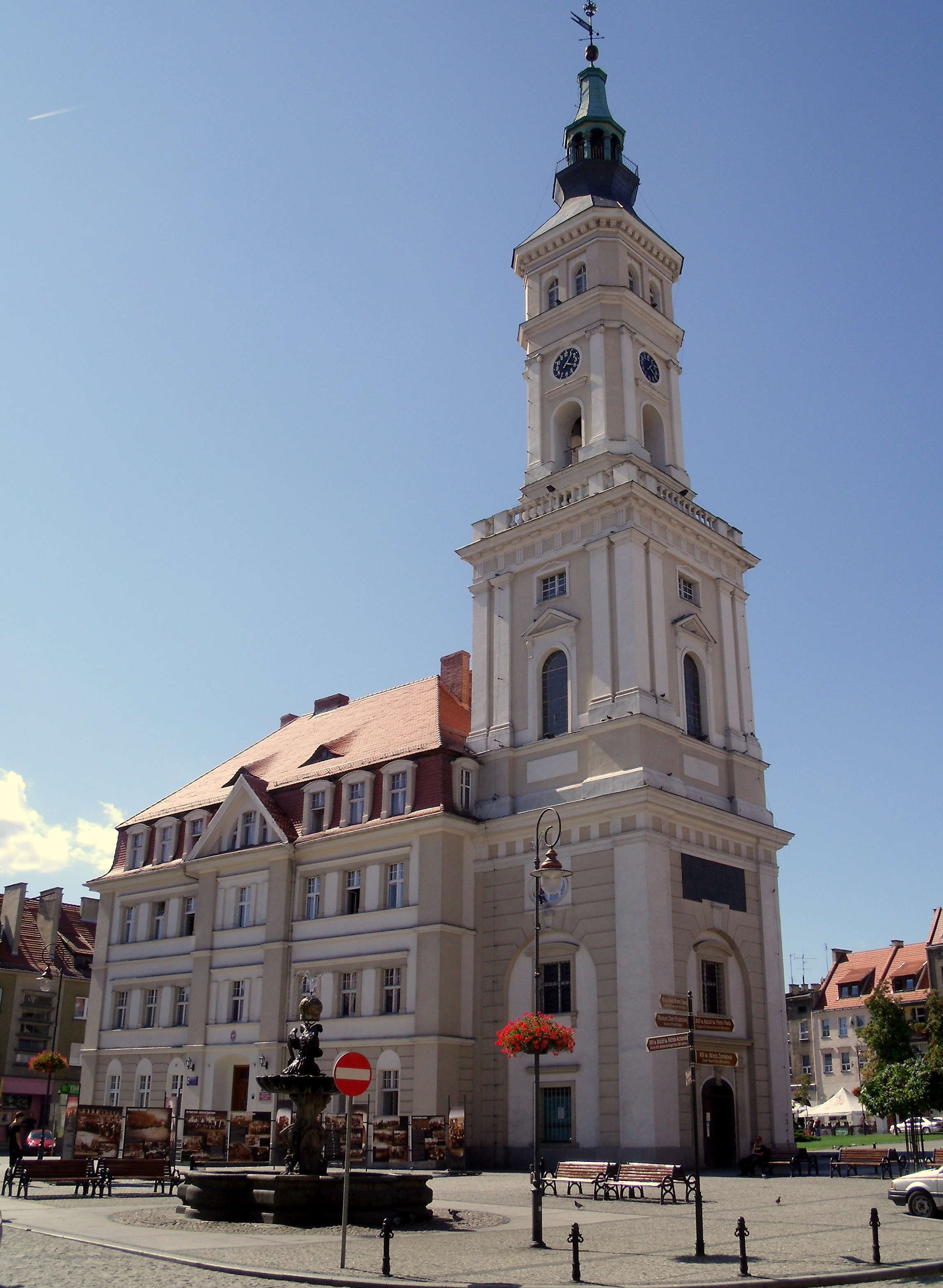
Ратуша и фонтан
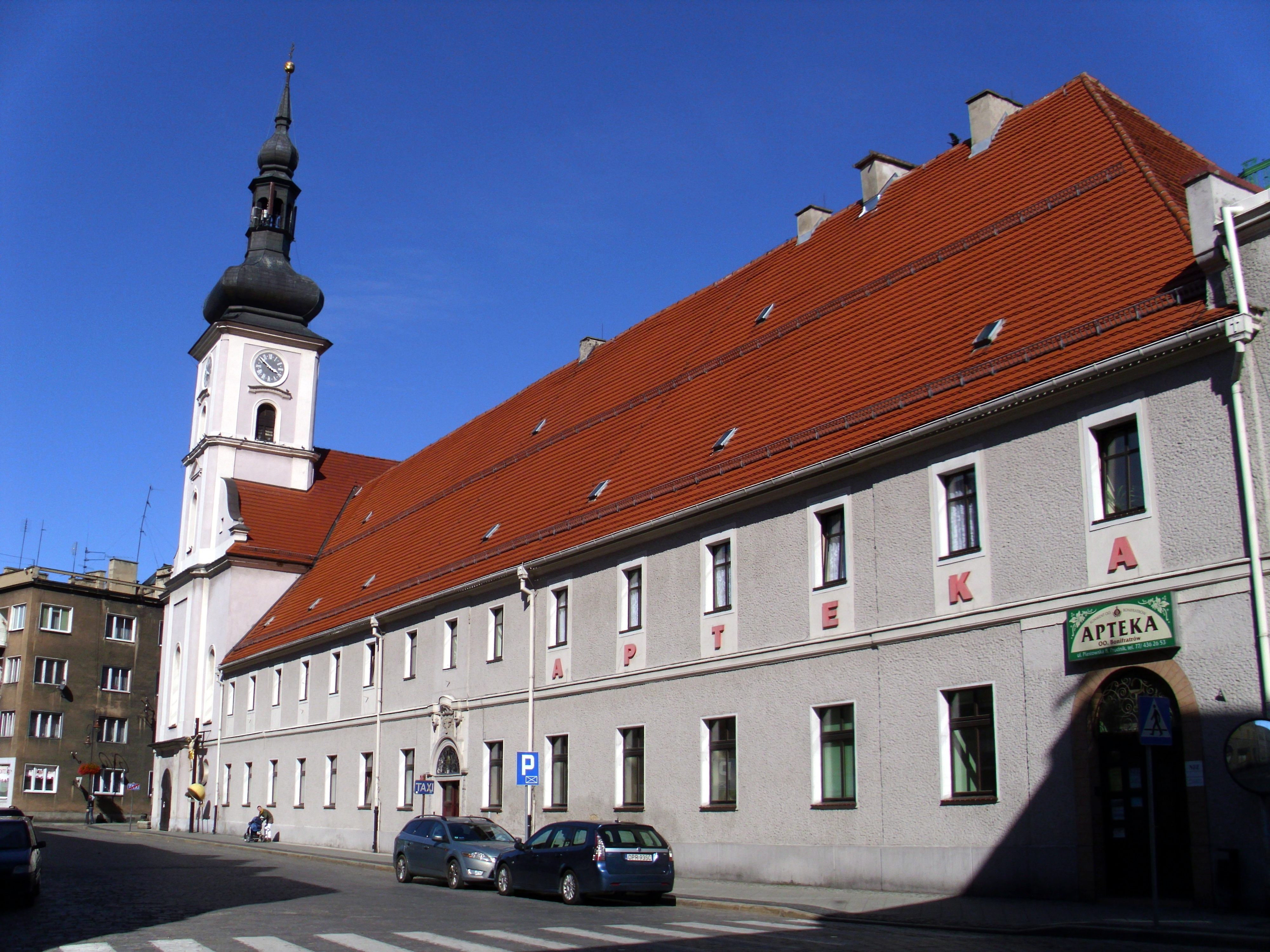
Церковь Петра и Павла и монастырское подворье милосердных братьев
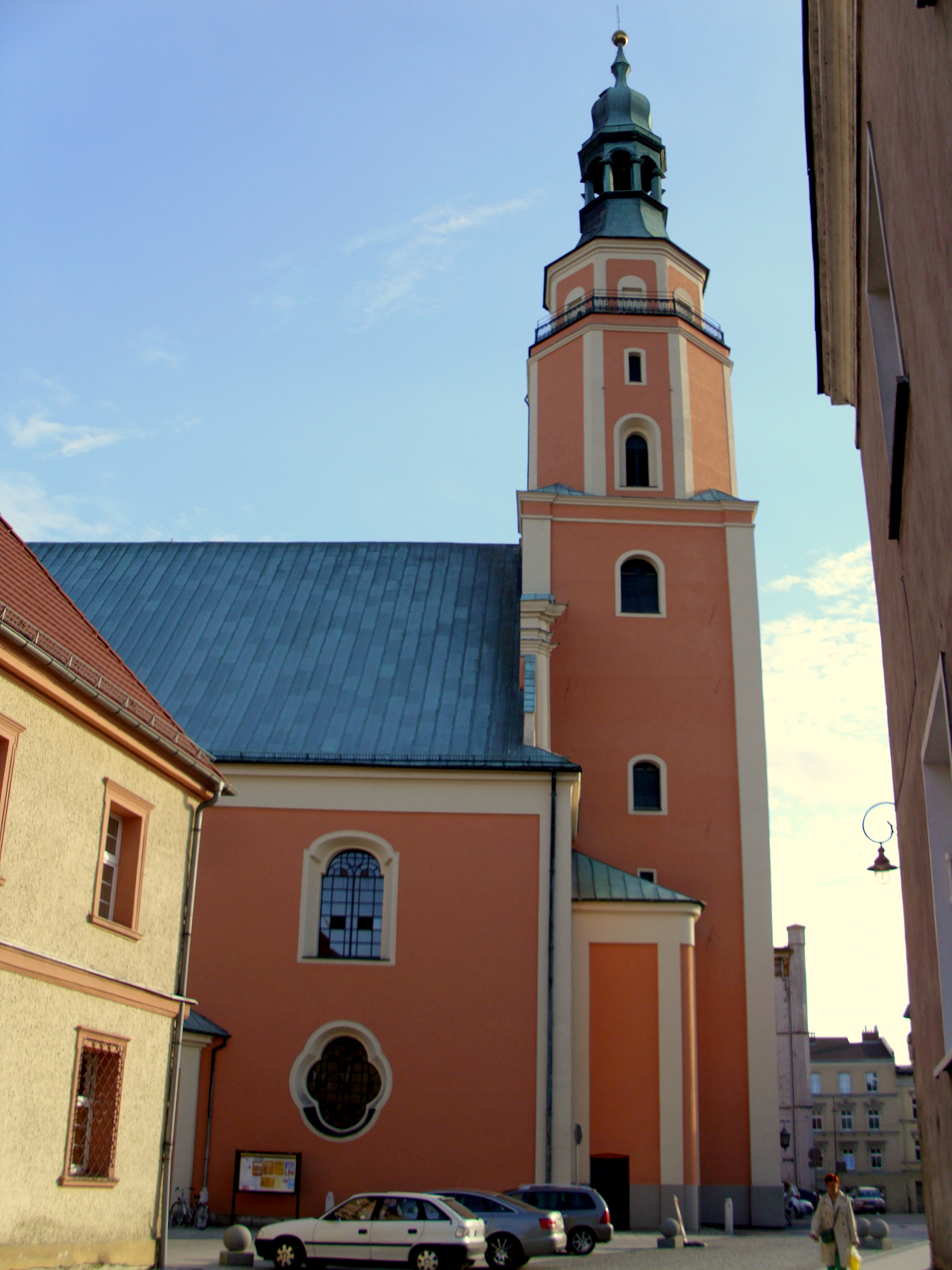
Церковь Св. Михаила, 1321 год
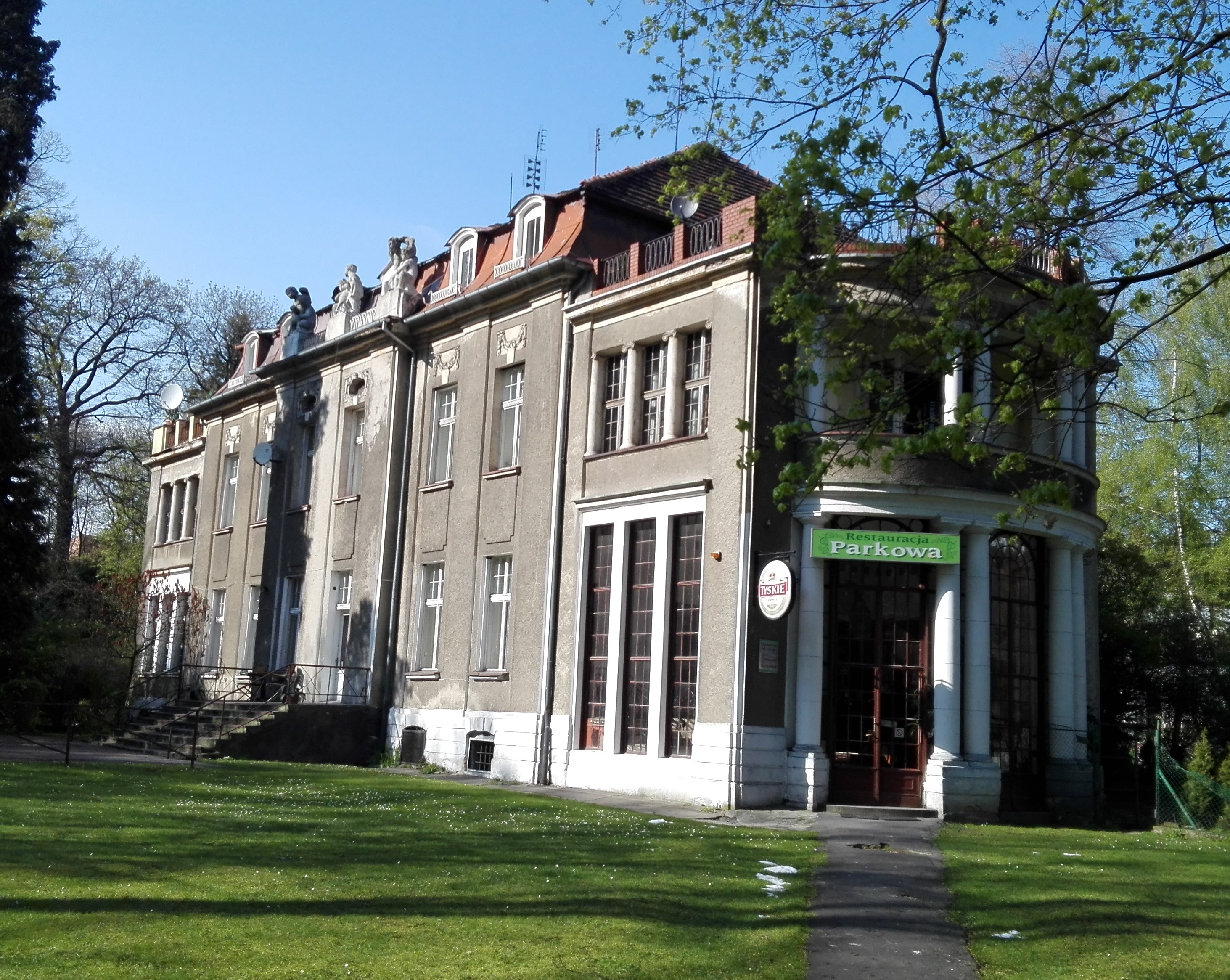
Вилла в парке
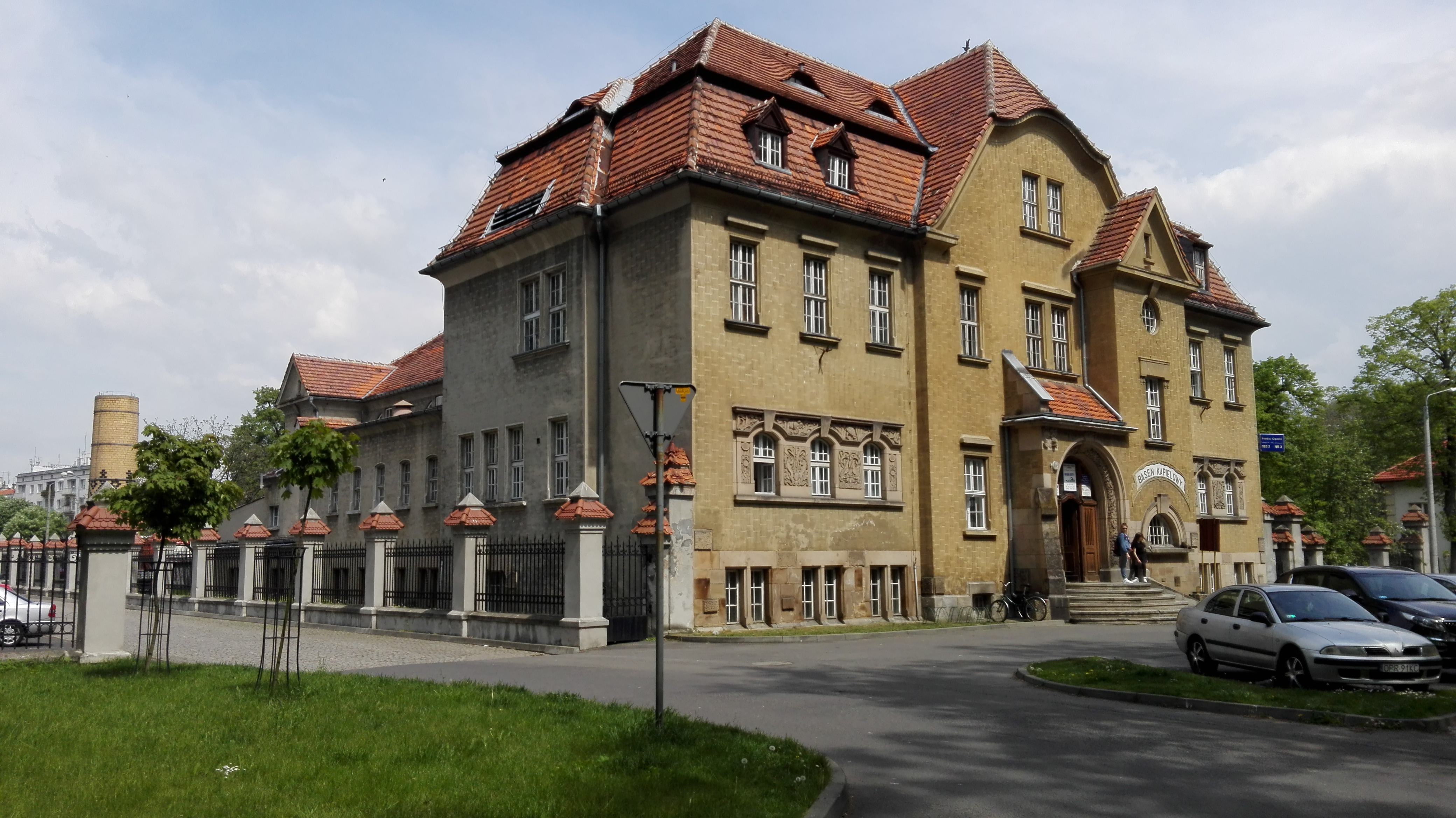
Здание крытого плавательного бассейна
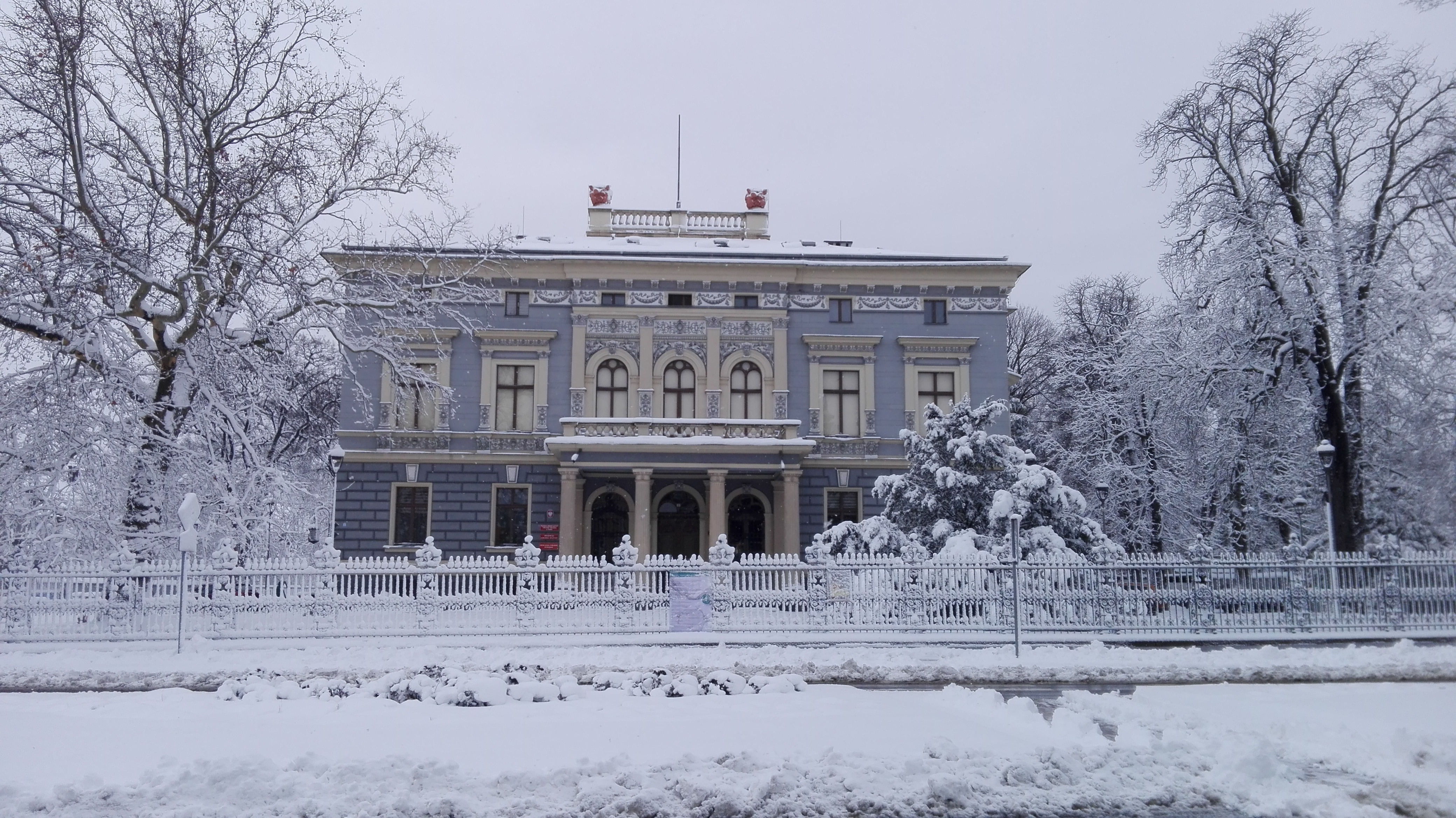
Старинный особняк на улице Тадеуша Костюшко
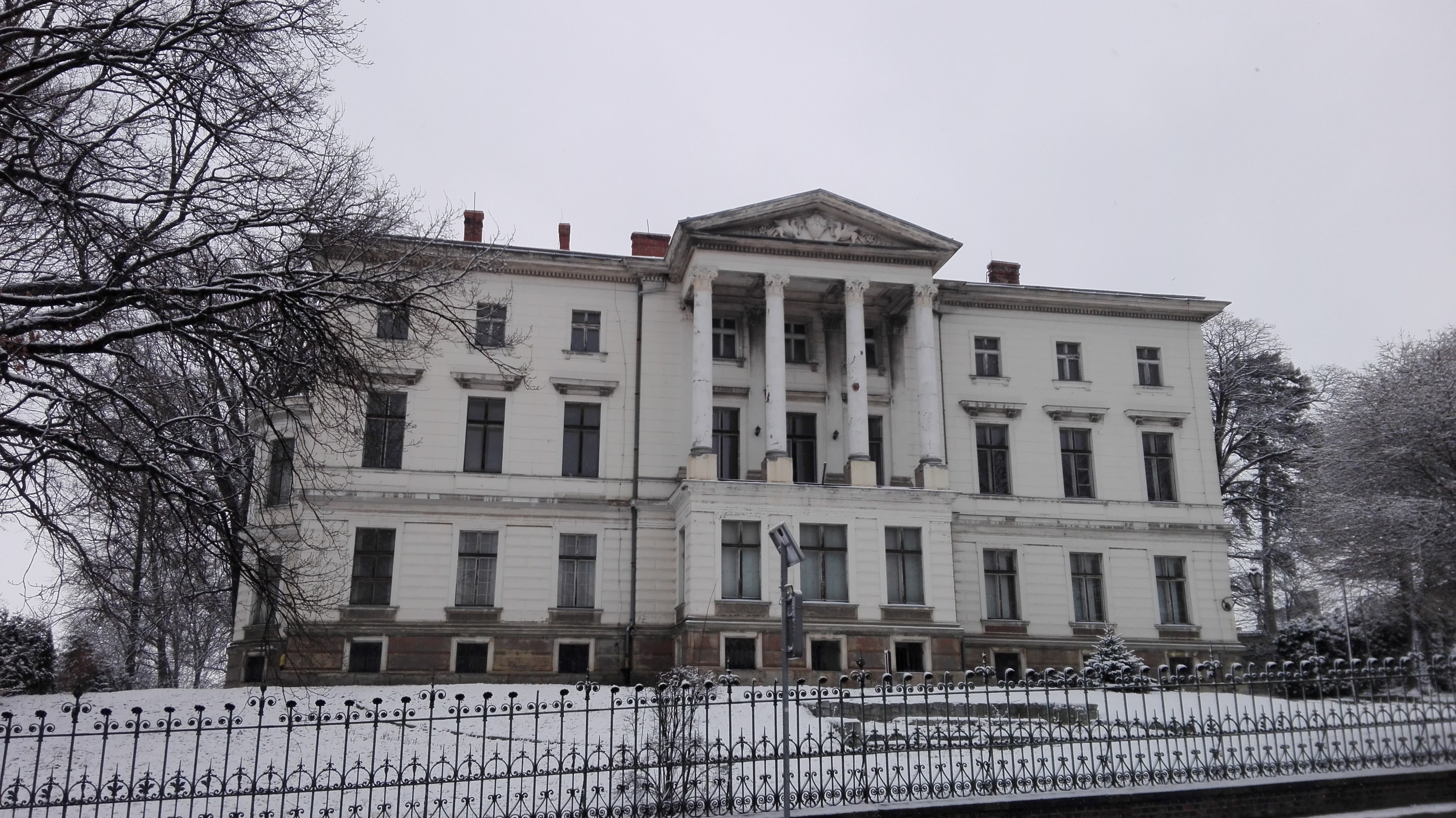
Особняк на улице Ниска